# إيفان فالي
إيفان فالي (بالإسبانية: Ivan Valle)‏ مواليد 6 يناير 1980 في ولاية سينالوا، المكسيك، هو ملاكم محترف مكسيكي يصنف ضمن فئة الوزن الخفيف.

## إحصائيات
خاض خلال مسيرته 39 نزالا، فاز في 29 وتعادل في 2 وخسر في 10. فاز بالضربة القاضية في 25 نزالا.

## روابط خارجية
- إيفان فالي على موقع بوكس ريك (الإنجليزية) (registration required)